# ناتالي ايمبروليا
 ناتالي جين ايمبروليا  (مواليد 4 فبراير 1975) مغنية ، شاعرة وملحنة ، عارضة أزياء و ممثلة أسترالية. في أوائل التسعينيات لعبت دور بيث برينان في المسلسل الأسترالي جيران. بعد ثلاث سنوات من مغادرتها، بدأت مسيرتها الغنائية مع غلافها المتصدر لأغنية إدناسواب "Torn". ألبومها الأول (بالإنجليزية: Left of the Middle)‏ عام 1997 باع سبعة ملايين نسخة في جميع أنحاء العالم. جمعت ألبوماتها الخمسة اللاحقة مبيعات ثلاثة ملايين نسخة في جميع أنحاء العالم ، وتشمل الجوائز التي حصلت عليها ثماني جوائز آريا وجائزتي بريت وجائزة بيلبورد للموسيقى وثلاثة ترشيحات غرامي.

## روابط خارجية
- ناتالي ايمبروليا على موقع IMDb (الإنجليزية)
- ناتالي ايمبروليا على موقع روتن توميتوز (الإنجليزية)
- ناتالي ايمبروليا على موقع ألو سيني (الفرنسية)
- ناتالي ايمبروليا على موقع ميوزك برينز (الإنجليزية)
- ناتالي ايمبروليا على موقع أول موفي (الإنجليزية)
- ناتالي ايمبروليا على موقع قاعدة بيانات الأفلام السويدية (السويدية)
- ناتالي ايمبروليا على موقع إن إن دي بي (الإنجليزية)
- ناتالي ايمبروليا على موقع أول ميوزيك (الإنجليزية)
- ناتالي ايمبروليا على موقع ديسكوغز (الإنجليزية)
- ناتالي ايمبروليا على موقع قاعدة بيانات الفيلم (الإنجليزية)